# Hydractinia ocellata
Hydractinia ocellata is een hydroïdpoliep uit de familie Hydractiniidae. De poliep komt uit het geslacht Hydractinia. Hydractinia ocellata werd in 1902 voor het eerst wetenschappelijk beschreven door Agassiz & Mayer. 